# Harvey Martin
Harvey Banks Martin (* 16. November 1950 in Dallas, Texas, USA; † 24. Dezember 2001 in Grapevine, Texas), Spitznamen: The Beautiful und Too Mean, war ein American-Football-Spieler. Er spielte in der National Football League (NFL) bei den Dallas Cowboys. 

## Jugend
Harvey Martin stammte aus einfachsten Familienverhältnissen. Seine alleinerziehende Mutter musste drei Berufe ausüben um die Familie ernähren zu können. Martin besuchte in seiner Geburtsstadt die High School und fing erst in seinem vorletzten Schuljahr damit an American Football zu spielen. 

## Spielerlaufbahn

### Collegekarriere
Harvey Martin studierte von 1969 bis 1972 an der Texas A&M University-Commerce und spielte dort auch American Football. Er wurde in der Defensive Line eingesetzt. 1972 wurde Martin zu einem der Mannschaftskapitäne der Footballmannschaft und aufgrund seiner sportlichen Leistungen zum All-American gewählt. Ferner spielte er im Auswahlspiel der Lone Star Conference. Seine Leistungen als Footballspieler machten die Scouts der NFL aufmerksam.

### Profikarriere
Im Jahr 1973 wurde Martin von den Dallas Cowboys in der dritten Runde an 53 Stelle gedraftet. Für Martin ging damit ein Traum in Erfüllung. Seit der Gründung der Cowboys war er Fan dieses Teams. Die Mannschaft aus Dallas wurde von dem Abwehrstrategen Tom Landry trainiert. Der für die Defense verantwortliche Assistenztrainer der Mannschaft war Ernie Stautner, der seit 1969 Mitglied in der Pro Football Hall of Fame war und bei dem es sich um einen der besten Defensive-Line-Spieler aller Zeiten handelte. Die Cowboys waren ein Spitzenteam, zahlreiche All-Star-Spieler wie Rayfield Wright, Mel Renfro oder Bob Lilly spielten in der Abwehr der Cowboys. Martin hatte es zunächst schwer, sich einen Stammplatz zu erobern. Stautner forderte von ihm mit Nachdruck eine aggressivere Spielweise, die Martin in seinem ersten Trainingslager nicht gezeigt hatte. Trotzdem gelang es ihm in seiner Rookiesaison achtmal den gegnerischen Quarterback hinter der Line of Scrimmage zu Fall zu bringen.
1974 verpflichteten die Cowboys einen weiteren Abwehrspieler. Mit Ed „Too Tall“ Jones blieb er bis an sein Lebensende freundschaftlich verbunden. Im Jahr 1975 verpflichteten die Cowboys mit Randy White einen weiteren Baustein für ihre Defense. Aufgrund seiner Schnelligkeit entwickelte sich Martin zu einem gefürchteten Pass Rusher, dem es immer wieder gelang, den gegnerischen Quarterback unter Druck zu setzen und zu Fehlern zu zwingen. Als Defensive End kam ihm dabei die 4:3 Defense der Cowboys entgegen.
1975 konnte Martin mit den Cowboys als NFC Meister in den Super Bowl einziehen. Im Super Bowl X konnten sich allerdings die Pittsburgh Steelers mit 21:17 durchsetzen. Martin kam in dem Spiel als Starter zum Einsatz. In der Saison 1977 konnten sich die Cowboys dann im Super Bowl XII gegen die Denver Broncos mit 27:10 durchsetzen. Martin spielte in diesem Spiel überragend. Ihm gelangen zwei Sacks. Zusammen mit seinem Mannschaftskameraden Randy White wurde er zum Super Bowl MVP gewählt. Im folgenden Jahr gelang Martin der dritte Einzug in den Super Bowl. Die Steelers konnten sich allerdings erneut gegen die Cowboy durchsetzen, sie gewannen den Super Bowl XIII mit 35:31. Martin zeigte erneut ein gutes Spiel. Er konnte Terry Bradshaw, den Quarterback der Steelers, mit einem Sack zu Boden bringen.
Harvey Martin hält noch heute mehrere Mannschaftsrekorde der Cowboys. So gelangen ihm die meisten Sacks in einer Saison (1977 - 20) und mit 114 die meisten Sacks in einer Karriere. Siebenmal erzielte er die meisten Sacks einer Saison. Im Jahr 1984 erklärte Martin überraschend sein Karriereende.

## Nach der NFL
Nach seiner Spielerlaufbahn spielte Martin in mehreren Filmen mit. Bereits 1981 stand er mit weiteren NFL Spielern wie Joe Greene und Franco Harris vor der Kamera. Eine andauernde Karriere als Schauspieler machte Martin nicht. 1986 kommentierte er diverse Wrestling-Veranstaltungen. Aber auch als Kommentator konnte Martin sich nicht durchsetzen.
Bereits während seiner Profikarriere gab es bei Harvey Martin deutliche Anzeichen für eine Alkohol- und Drogenabhängigkeit. Immer wieder geriet er mit dem Gesetz in Konflikt. 1978 wurde er beschuldigt 250.000 US-Dollar an Steuern hinterzogen zu haben. 1982 verlor er bei einem Bankrott 600.000 US-Dollar. Landry und die Cowboys versuchten ihm ergebnislos zu helfen und schickten ihn vor seiner letzten Saison zu einer Entziehungskur. Martin bekam seine Sucht allerdings nicht mehr in den Griff. Seine geschäftlichen Aktivitäten scheiterten und er kam wegen Drogenbesitz und wegen häuslicher Gewalt erneut mit dem Gesetz in Konflikt. 1996 wurde er zu einer Gefängnisstrafe verurteilt, nach Verbüßung eines Teils der Strafe erhielt er Bewährung. Als Auflage wurde ihm die Teilnahme an einer Entziehungskur auferlegt. Nach acht Monaten wurde er als geheilt entlassen und arbeitete fortan als Verkäufer. Auf diversen Veranstaltungen hielt er Vorträge und versuchte Kinder vor dem Drogenmissbrauch warnen. 1998 behauptete er von sich selbst seine Drogensucht überwunden zu haben. Kurz vor seinem Tod gründete Martin Harvey die Martin Harvey Foundation. Die Stiftung fördert Collegestudenten. Harvey starb an einem Pankreastumor. Er ist im Restland Memorial Park in Dallas beerdigt.

## Ehrungen
Harvey Martin spielte viermal im Pro Bowl, dem Abschlussspiel der besten Spieler einer Saison. Er wurde viermal zum All-Pro gewählt. Er ist Mitglied im NFL 1970s All-Decade Team, in der Texas Sports Hall of Fame und in der Hall of Fame seines Colleges. 1977 wurde er zum NFL Defensive Player of the Year gewählt. In jedem Jahr wird ein Golfturnier, das an ihn erinnert, ausgetragen.